# Švėgžda
Švėgžda ist ein litauischer männlicher Familienname.

## Weibliche Formen
- Švėgždė (neutral)
- Švėgždaitė (ledig)
- Švėgždienė (verheiratet)

## Namensträger
- Justinas Švėgžda (* 1996), Politiker, Vizebürgermeister von Šiauliai
- Martynas Švėgžda von Bekker (* 1967), litauischer Geiger und Musikpädagoge